# Microtrigonia petaurinia
Microtrigonia petaurinia – gatunek ważki z rodziny ważkowatych (Libellulidae).